# RPL36
La proteína ribosómica 60S L36 es una proteína que en humanos está codificada por el gen RPL36 .
Sus ribosomas consisten en una subunidad pequeña 40S y una subunidad grande 60S que catalizan la síntesis de proteínas. Estas subunidades están compuestas por cuatro especies de ARN y aproximadamente 80 proteínas estructuralmente distintas. Este gen codifica una proteína ribosómica que es un componente de la subunidad 60S. Esta proteína pertenece a la familia L36E de proteínas ribosómicas. Está ubicado en el citoplasma. Existen variantes de transcripción derivadas de empalmes alternativos que codifican la misma proteína. Como es típico para los genes que codifican proteínas ribosómicas, existen múltiples pseudogenes procesados relacionados con este gen dispersos a través del genoma.